# جعبه‌ابزار پزشکی قانونی
جعبه‌ابزار پزشکی قانونی (به انگلیسی: Forensic Toolkit) یا FTK، یک نرم‌افزار پزشکی قانونی رایانه ساخت شرکت AccessData است. این نرم‌افزار یک دیسک سخت را پویش می‌کند و به دنبال اطلاعات مختلف است. به عنوان مثال، می‌تواند ایمیل‌های حذف شده را به‌طور بالقوه پیدا کند و یک دیسک را برای رشته‌های متنی پویش کند تا از آنها به عنوان فرهنگ لغت رمز عبور برای شکستن رمزگذاری استفاده کند.
FTK همچنین با یک برنامه تصویربرداری دیسک مستقل به نام برنامه FTK Imager همراه است. این ابزار یک تصویر از هارد دیسک را در یک پرونده یا در بخش‌هایی که ممکن است بعداً بازسازی شود، ذخیره می‌کند. این روش مقادیر هش ام‌دی۵ و اس‌اچ‌ای-۱ را محاسبه می‌کند و می‌تواند صحت داده‌های تصویربرداری شده را با تصویر پزشکی قانونی ایجاد شده تأیید کند. تصویر پزشکی قانونی می‌تواند در چندین فرمت ذخیره شود، از جمله DD / raw , E01 و AD1.